# Benton Jay Hall

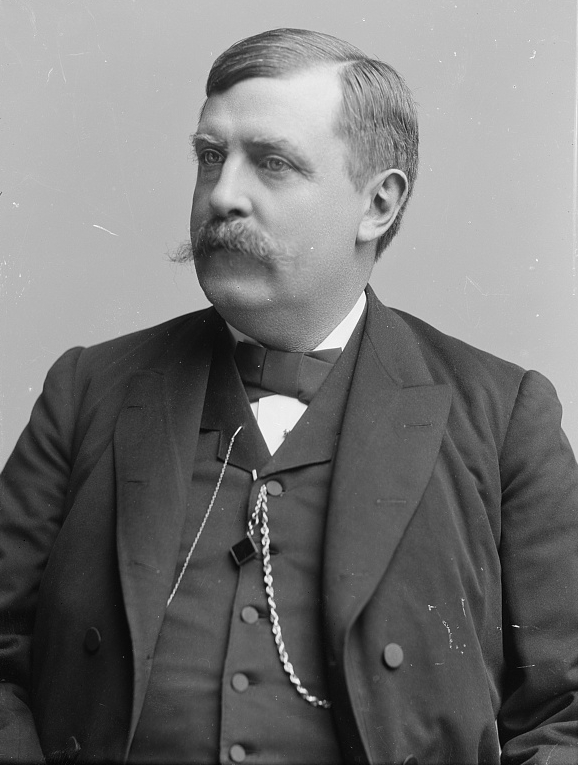
Benton Jay Hall

Benton Jay Hall (* 13. Januar 1835 in Mount Vernon, Ohio; † 5. Januar 1894 in Burlington, Iowa) war ein US-amerikanischer Politiker. Zwischen 1885 und 1887 vertrat er den Bundesstaat Iowa im US-Repräsentantenhaus.

## Werdegang
Im Jahr 1840 kam Benton Hall mit seinen Eltern in das damalige Iowa-Territorium. Sein Vater J.C. Hall sollte später Richter am Obersten Gerichtshof von Iowa werden. Hall studierte am Knox College in Galesburg (Illinois) und danach bis 1855 an der Miami University in Oxford (Ohio). Nach einem anschließenden Jurastudium und seiner im Jahr 1857 erfolgten Zulassung als Rechtsanwalt begann er in Burlington in seinem neuen Beruf zu arbeiten. Im Jahr 1873 bewarb er sich erfolglos um eine Richterstelle am Obersten Gerichtshof von Iowa.
Hall war Mitglied der Demokratischen Partei. In den Jahren 1872 und 1873 saß er als Abgeordneter im Repräsentantenhaus von Iowa; zwischen 1882 und 1885 gehörte er dem Staatssenat an. Bei den Kongresswahlen des Jahres 1884 wurde er im ersten Wahlbezirk von Iowa in das US-Repräsentantenhaus in Washington, D.C. gewählt, wo er am 4. März 1885 die Nachfolge des Republikaners Moses A. McCoid antrat. Da er aber bereits bei den nächsten Wahlen im Jahr 1886 gegen John Gear verlor, konnte er bis zum 3. März 1887 nur eine Legislaturperiode im Kongress absolvieren.
Nach dem Ende seiner Zeit im Repräsentantenhaus wurde Benton Hall von US-Präsident Grover Cleveland zum Patentbeauftragten der Bundesregierung ernannt. Dieses Amt bekleidete er zwischen 1887 und 1889. Danach arbeitete Hall wieder als Rechtsanwalt. Er starb am 5. Januar 1894 in Burlington und wurde dort auch beigesetzt.